# La storia vera della signora delle camelie
La storia vera della signora dalle camelie (traducida como La dama de las camelias y como La verdadera historia de la dama de las camelias) es una película franco-italiana de 1981 dirigida por Mauro Bolognini, con Isabelle Huppert y Gian Maria Volonté. Es una adaptación de La dama de las camelias de 1848 de Alexandre Dumas.

## Trama
Alphonsine, una joven de provincia llega a París con un único objetivo, sentirse parte de la rica burguesía de la ciudad. Para conseguirlo utiliza su única riqueza, la belleza de su cuerpo.
Primero, fue amante de un joven conde, luego acompañante de un anciano y riquísimo gentilhombre, finalmente esposa del conde De Perregau. Así, convertida en Marie Duplessis, se convierte en una mujer que se asoma a la alta sociedad parisina.